# Модрозелене бактерије
Модрозелене бактерије, цијанобактерије, цијанофите, или модрозелене алге, представљају групу фотоаутотрофних бактерија. Оне су најстарија група фотоаутотрофних организама на Земљи, постоје већ три милијарде година. За све то време задржале су низ примитивних карактеристика: прокариотски тип ћелије, вегетативан начин размножавања и непостојање покретних стадијума.

## Типови организације
Морфолошка разноврсност модрозелених бактерија је веома велика: постоје једноћелијски, колонијални и трихални организми. Кончасти талуси ових бактерија могу да образују лажнопаренхимске колоније, где је свака ћелија нити самостална у физиолошком смислу, као и хормогонијалну грађу. У том случају ћелије у низу граде трихом и међусобно комуницирају преко плазмодезми. Трихом око кога се налази слузна сара се назива још и конац, нит или филамент. Овај трихом може да се грана (право или привидно), али је најчешће негранат.
Свеукупна разноврсност морфолошке организације ипак се може свести на пет основних морфолошких типова (група):
1. једноћелијске бактерије које се деле бинарном фисијом (нпр. Gloeothece);
2. једноћелијске бактерије које се деле мултиплом фисијом (колонијални облици, нпр. Dermocarpa);
3. филаментозне бактерије које садрже хетероцисте (нпр. Oscillatoria);
4. филаментозне бактерије без хетероцисти (нпр. Anabaena);
5. гранате филаментозне бактерије (нпр. Stigonema, Fischerella).

## Грађа ћелије
Са спољашње стране протопласта налази се вишеслојни ћелијски зид. Сваки слој се обележава симболима:  и . Први од њих је најближи ћелијској мембрани, у другом се налази муреин, супстанца која даје чврстину ћелијском зиду прокариотске ћелије. Спољашња два слоја, који су еластични, сачињавају угљени-хидрати. Код трихалних модрозелених алги, сви слојеви се налазе на уздужним зидовима, а на попречним само прва (унутрашња) два. Код хормогонијалних алги на зидовима постоје и поре због комуникације међу суседним ћелијама. Многе врсте стварају и слузави омотач који их штити од исушивања и помаже у кретању.
У протопласту се разликује периферни део са пигментима, па се назива хроматоплазма и централни, безбојни део који се назива нуклеоплазма или центроплазма. Јасна граница између ових зона не постоји. Пигменти у хроматоплазми су хлорофил а, каротени, ксантофили који се налазе у мембранама тилакоида и фикобилини који се налазе на површини тилакоида у виду гранула фикобилизома. Количински односи ових пигмената су варијабилни код различитих врста, па и код представника исте врсте, јер зависе од развојног стадијума и еколошких фактора. Имају способност хроматске адаптације и могу бити модрозелене боје, модре, маслинастозелене, светложуте, ружичасте, љубичасте или мрке. Боја хлорофила може бити маскирана бојом слузних омотача који такође садрже пигменте, а зависи од еколошких фактора.
У цитоплазми се још налазе рибозоми, кристали и гасне вакуоле. Од резервних супстанци присутни су гликопротеид (сличан гликогену), липопротеиди (у виду цијанофицинских зрнаца) и полифосфати (у виду волутинских зрнаца). Протоплазма је иначе непокретна, јер је знатно гушћа од цитоплазме биљака, а вакуоле се јављају тек код старијих ћелија и указују на њихово изумирање. За разлику од ових вакуола, гасне вакуоле или псеудовакуоле су знатно чешће, и углавном присутне код планктонских врста. Могу се јављати и повремено. Испуњене су азотом. Нуклеоплазма се састоји од хијалоплазме и фибрила ДНК.

## Хетероцисте
Хетероцитни трихоми, осим ћелија типичне структуре садрже и хетероцисте и споре (акинете). Хетероцисте се од других ћелија разликују бојом, обликом, величином и садржајем. Крупније су, не садрже резервне хранљиве супстанце, као ни гасне вакуоле и светложуте су боје. Њихов ћелијски зид је много више задебљао и поседује још три слоја у односу на вегетативне ћелије, те су хетероцисте отпорније на механичка и друга дејства. Комуникацију са другим ћелијама остварују преко незадебљалог дела зида који се назива канал поре или само поре.
Диференцирање хетероцисте је праћено реорганизацијом мембранског система ћелије од које настаје, при чему се тилакоиди дезорганизују и стварају се нове, чврсто спојене мембранозне структуре. Због тога, од пигмената имају само хлорофил a и каротеноиди. У хетероцистама фибриле ДНК су расејане по читавој цитоплазми.
Ове ћелије се јављају појединачно или у низовима од по неколико. У зависности од места на коме се налазе у трихому, могу бити базалне, терминалне, интеркаларне и латералне. Није разјашњена улога хетероциста. По неким ауторима оне представљају рудименте ћелија за размножавање, али има и других гледишта. Оно што је сигурно је да све модрозелене бактерије које су азотофиксатори садрже хетероцисте.

## Споре или акинети
Попут хетероциста, настају диференцирањем вегетативних ћелија-једне или спајањем више њих. Углавном су крупније од других ћелија и имају задебљанији зид, али немају поре. Богате су резервним супстанцама и садрже тилакоиде и 20-30 пута више ДНК од других ћелија. С обзиром на своје карактеристике, способне су да поднесу дужи временски период у неповољним условима.

## Размножавање
Једноћелијске модрозелене бактерије се размножавају деобом ћелије. Тако се размножавају и колонијалне, само што се новонастале ћелије не раздвајају. Кончасте бактерије се врло често размножавају хормогонијама, односно раздељивањем талуса на фрагменте. Код неких алги се то раздељивање врши на месту где су хетероцисте. Уз помоћ слузи, хормогонија напушта сару, ако је уопште присутна и даље се крећу ротирајућим покретима. Кончасте колоније се размножавају и хормоцистама које су сличне хормогонијама, али су, за разлику од њих, обавијене заједничким дебелим зидом. У стању су да преживе неповољне услове.
Неке врсте трихалних облика се размножавају једноћелијским гонидијама, кокама и планококама. Гонидије имају слузав ћелијски зид, коке су без јасно диференцираног зида, а планококе су голе. Представници родова Gloeocapsa и Microcystis могу да се размножавају и наноцитама, малим ћелијама које деобом настају унутар мајке ћелије. Врсте реда Pleurocarpales и Chamaesiphonales размножавају се лоптастим ендоспорама које настају деобом протопласта ћелије и такође лоптастим егзоспорама које настају одвајањем од вршног дела бактерије.

## Исхрана
Модрозелене бактерије су фотоаутотрофни организми, али су способне да се исхрањују и фотохетеротрофно, аутохетеротрофно, хетероаутотрофно и хетеротрофно.

## Станиште
С обзиром на тип исхране, могу да опстану у условима који су неповољни за друге фотоаутотрофне организме. Тако да могу да настањују мрачне пећине, дубоке воде и земљиште. Веома су отпорне и према температурним променама. У природи подносе и -83 °C (на Антарктику), али их има и у термалним водама са температуром од преко 70 °C. Ова способност се објашњава карактеристиком њихове протоплазме да споро коагулише. Такође, слузави омотач их штити од исушивања и од јаке сунчеве радијације, што је значајно за врсте које живе на копну и на антарктичком снегу. Мали број врста живи у морима.

## Значај
Многе врсте су азотофиксатори. Неке врсте у води изазивају цветање воде. Такође, у слатким водама имају значајну улогу у формирању стена као што су седра, туфови или травертина, а у морима строматолити. Извесне врсте улазе у симбиотске односе са другим организмима. Са гљивама граде лишајеве. Неке врсте су биоиндикатори, јер су веома осетљиве на загађење.

## Еволуција и филогенија
Веома су стара група и датирају још од Прекамбрије. Највероватније је да су су се од једноћелијских, током еволуције развили облици са плеурокапсалном и хормогонијалном структуром.

## Класификација
Традиционално, модрозелене бактерије се деле на класе:
У радовима цијанобактерије се срећу класификоване и као бактерије и као алге те то понекад уноси забуну. Због тога постоји залагање извесних аутора да се класификација усклади, а уз интервенцију релевантних институција.